# Conditional-access module

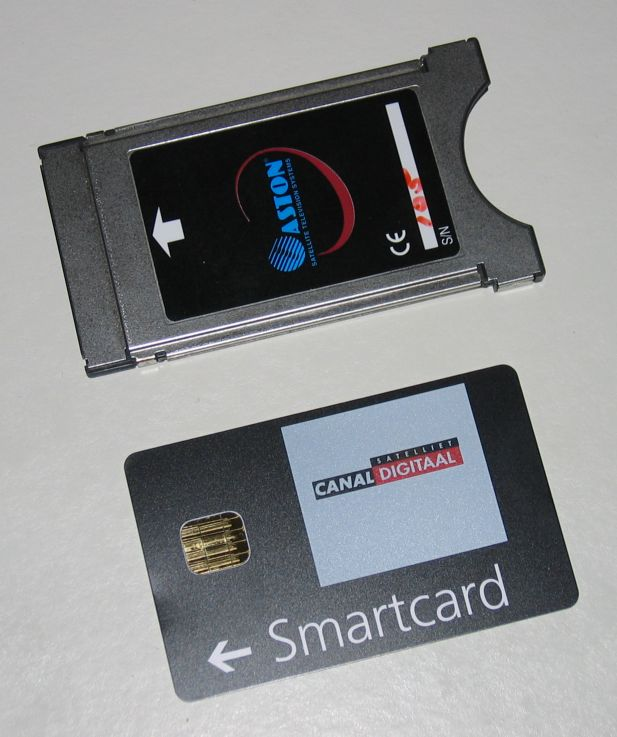
CAM-модуль (наверху) и карта доступа

CAM (аббревиатура от англ. Conditional Access Module, модуль условного доступа) — электронное устройство, используемое как адаптер конкретной системы кодирования к общим интерфейсам условного доступа (Common Interface) в телевизорах и ресиверах цифрового телевидения для обеспечения доступа абонентов к зашифрованному медиаконтенту в цифровом телевидении.
Как правило, CAM-модуль поддерживает одну систему кодирования видеоконтента (например, Conax, Irdeto, Viaccess, VideoGuard). Также существуют универсальные CAM-модули, поддерживающие одновременно несколько систем кодирования, или допускающие перепрограммирование для поддержки альтернативной системы кодирования.
CAM-модуль выполнен в форм-факторе PCMCIA и снабжён слотом для установки смарт-карт (карт доступа).
Абонентам операторы цифрового телевидения выдают смарт-карты (карты доступа) с уникальным индивидуальным номером, посредством которых становится возможным получать информацию о ключах доступа для возможности декодирования каналов зашифрованного контента. Ключи доступа меняются с определённой периодичностью в зависимости от используемого алгоритма шифрования сигнала, и информация о них распространяется в сети провайдера телекоммуникационных услуг.
Таким образом, провайдеры управляют индивидуальной подпиской абонентов на платные телеканалы и дополнительные услуги.